# T-75 81毫米迫擊砲

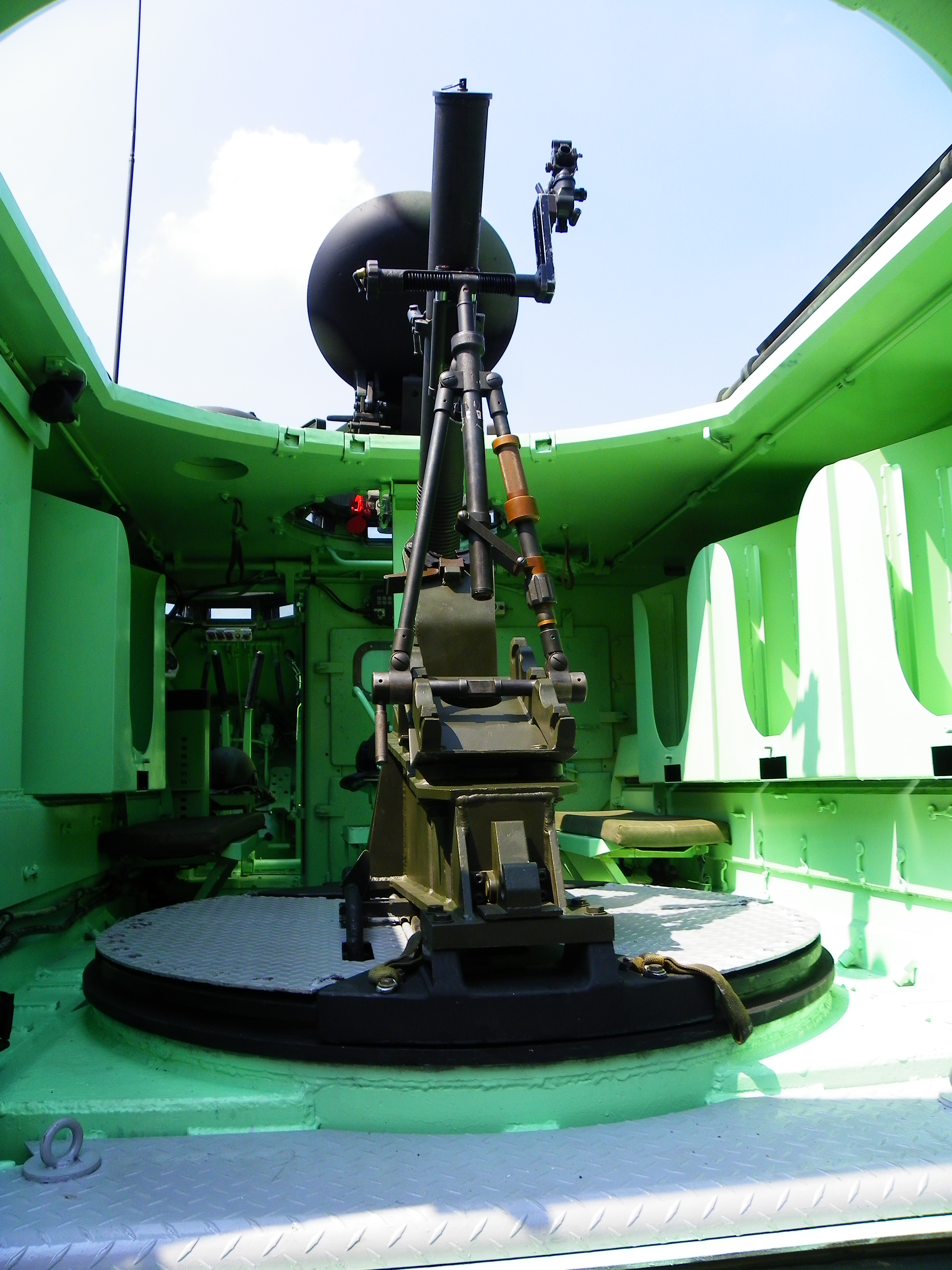
CM-22裝甲迫砲車內部裝備之T-75 81毫米迫擊砲。

T-75 81公釐迫擊砲是聯勤202廠（改隸國防部軍備局）仿製美製M29 81公釐迫擊砲改良製造的迫擊炮。

## 歷史
202廠在1978年（民國67年）曾仿製過M-29式81迫砲，並在隔年完成測試，命名為68式；性能雖然比仿M1的41式要好，但是到1970年代，還拿著1950年代的韓戰世代產品要實戰單位買單，實戰單位自然拒絕接受。到1984年（民國73年），202廠在採納陸軍及海軍陸戰隊的意見後試制改良版的68式，原型稱XT-73。雖然還是使用M-29的設計與彈種，但炮架與底板採用鋁合金製品降低重量；與M-29最大不同是炮管，T-75的炮管重量比起原版略重800公克，炮管裝有提把，僅有炮體末端到三分之一處車上散熱環。因此T-75維持了和M-29的同等射程，但重量更輕，加上瞄準鏡總重量只快40（88磅），比起原版55公斤更適合東方人操作。
新型81迫砲在1986年（民國75年）定型，命名為T-75式，量產則從1988年（民國77年）開始，另外也生產了裝在CM-23甲車和V-150輪甲車上的車裝型，稱為T-75K1。

### 設計
T-75與M-29外觀上的主要差別在散熱環設計，M-29則是除了中央部份要安裝砲架的部份外都有散熱環。還有就是底座設計上T-75比較簡單。為了配合步兵單位長距離行軍，T-75在拆解後也可使用美軍開發的的雙輪手推車搬移，但因為國軍野戰步兵單位多已機械化，因此當時只在像是特戰這類少數純步兵單位中會配發。

## 性能
T-75比較41式81毫米迫擊砲（實為44式81公釐迫擊砲），重量輕35%，射程增加50%，41式很快地就從國軍實戰部隊的編裝中除名。在60迫砲（T-75式60公厘迫擊炮、31式）已經自大部分陸軍單位消失的現在，81迫砲成為陸軍實戰單位中，連級直接控制支援火力的核心。殺傷面積為20 x 15平方公尺。

## 下一代產品
在2009、2011年台北國際航太暨國防工業展中，中華民國軍備局展示了可能將取代T-75 81公釐迫擊砲的81公釐XT-99迫擊砲，採用K型腳架，號稱砲管壓力可承受16,000psi，射程可達5.5（3.4英里）以上的新型裝備，但目前為止外界未有進一步之測試或採購細節。

## 彈種
- 國造TC76高爆彈(HE)
- 美造M43A1B1高爆彈(HE)(3,700公尺)
- 美造M374A3高爆彈(HE)(4,300公尺)
- 國造TC76照明彈
- 美造M301A2E1照明彈
- 國造XTC103高爆榴彈(6,300公尺)